# Відстеження контактів

Спроби відстеження контактів, для пошуку всіх контактів підтвердженого випадку захворювання, щоб перевірити чи відстежити їх на наявність інфекції. Мета — зупинити розповсюдження захворювання шляхом пошуку та відокремлення випадків захворювання.

Відстеження контактів (англ. contact tracing) в охороні здоров'я — це процес виявлення всіх людей, що вступали в контакт з носієм інфекції («контактів») та подальший збір інформації про ці контакти. Виявлення контактів, тестування контактів на наявність інфекції, лікування інфікованих і подальше відстеження їх контактів дозволяє знизити кількість хворих в популяції. Ця методика використовується при роботі з такими інфекціями, як туберкульоз, інфекціями проти яких можна застосувати вакцину, подібно до кіру, ХПСШ (включаючи ВІЛ), інфекціями, що передаються через кров, серйозними бактеріальними інфекціями, а також вірусами нових типів (наприклад, SARS-CoV, H1N1 і SARS-CoV- 2).
Цілями відстеження контактів є:
- Перервати ланцюг передачі інфекції і знизити кількість хворих;
- оповістити контакти про можливе захворювання і проінформувати про профілактику або лікування;
- провести діагностику і лікування вже захворілих;
- запобігти можливому повторному захворюванню напочатку інфікованого пацієнта;
- отримати інформацію про епідеміологічний характер інфекції в конкретній популяції.

Відстеження контактів є основним методом контролю інфекційних захворювань в громадській охороні здоров'я. Перемогти віспу вдалося не тільки завдяки масовій імунізації, але і завдяки повному відстеженню контактів інфікованих осіб. З подальшим виявлення та ізоляцією носіїв, імунізації їх оточення і всіх контактів.
У випадку інфекцій з невідомої ступенем заразності відстеження контактів можна використовувати для отримання цієї характеристики. Цей метод не завжди є найбільш ефективним при роботі з інфекціями. В областях з високим показником поширення, диспансеризація та адресне тестування можуть бути більш доцільними з економічної точки зору.
Оповіщення партнера є підвидом відстеження контактів, спрямованим безпосередньо на інформування статевих партнерів інфікованого і турботу про їхнє здоров'я.

## Етапи відстеження контактів

Візуалізація відстеження контактів

Ланцюги передачі захворювання

Відстеження контактів проводиться у декілька етапів:
- Встановлюється особа, яка є носієм заразної інфекції (так званий «нульовий пацієнт» або «перший випадок»). Про факт зараження сповіщають медичний заклад першого рівня.
- Нульового пацієнта опитують про його пересування, контакти, статевих партнерів.
- Залежно від захворювання і контексту інфекції проводять опитування членів сім'ї нульового пацієнта, медперсоналу і всіх людей, які контактували з ним.
- Коли складено список контактів з нульовим пацієнтом, медичні працівники зв'язуються з усіма, включеними до нього, щоб дати консультації щодо профілактики лікування, тестування на захворювання та лікування у випадку захворювання контакту.
- Контактам може знадобитися карантин (наприклад, домашня ізоляція) або тимчасове виключення з колективу (наприклад, заборона учню відвідувати школу), якщо того вимагає контроль за поширенням інфекції.
- Якщо визначити контакти в індивідуальному порядку неможливо, наприклад, це були відвідувачі громадського заходу, для інформування можуть використовуватися ЗМІ.

Існує практика відстеження контактів такого формату, коли пацієнт-носій інфекції сам передає іншим потенційно зараженим необхідні відомості, ліки та направлення до лікаря. Однак, дослідження доводять, що пряме втручання системи державної охорони здоров'я виявляється більш ефективним.

## Актуальність контактів

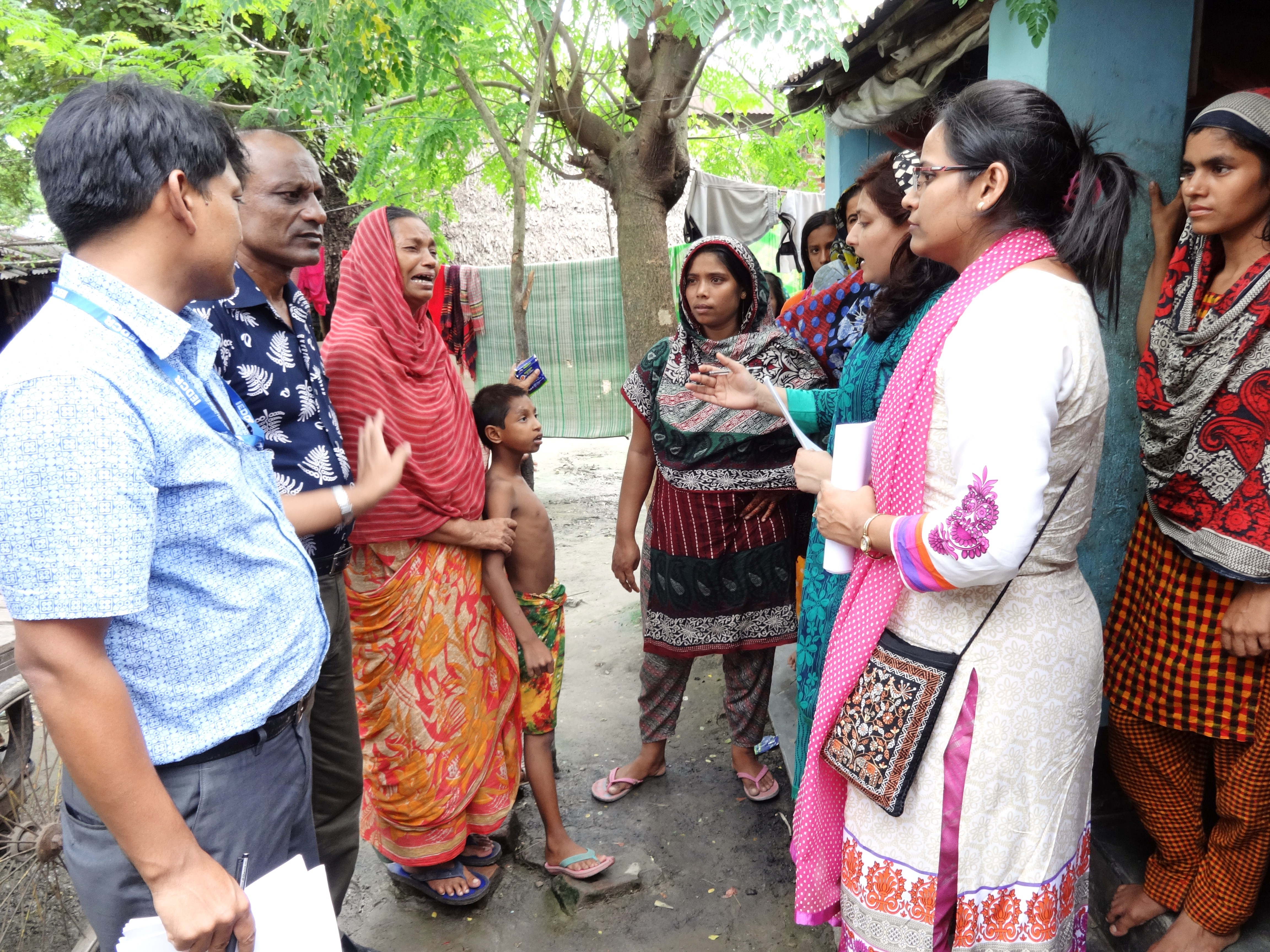
Відстеження контактів під час спалаху холери в Бангладеш (2014): Слідчі FETP опитують матір нульового пацієнта.

Типи контактів, які мають значення для громадської охорони здоров'я, змінюються в залежності від типу захворювань і способу його передачі. У випадках з ХПСШ перевіряються статеві партнери нульового пацієнта, а також народжені від нього діти. Для інфекцій, що передаються через кров, перевіряють людей, які отримали донорську кров або використовували одну голку, і всіх, хто міг контактувати з кров'ю нульового пацієнта. У випадку з туберкульозом легень перевіряють осіб, які живуть в одному домоволодінні і всіх, хто проводив тривалий час в одному приміщенні з носієм хвороби.

### Спалахи
Хоча відстеження контактів зазвичай застосовується при епідеміях, цей метод критично важливий при дослідженні нових захворювань або незвичайних спалахах. Наприклад, у випадку з SARS відстеження контактів може використовуватися, щоб визначити зв'язок між підтвердженими і непідтвердженими випадками захворювання і оцінки ймовірності вторинного способу передачі інфекції.
Відстеження контактів також застосовувалося при роботі з авіапасажирами під час пандемії грипу H1N1 в 2009 році. Однак, в подібних ситуаціях збір інформації ускладняється хаотичним порядком взаємодії учасників. Розробка методики та протоколів триває досі.

### Зворотне відстеження контактів
Для епідемій з високою неоднорідністю інфекційності може бути доцільним використання гібридної стратегії «регулярного» відстеження прямих контактів у поєднанні з відстеженням контактів у часі, щоб знайти джерело зараження нульового пацієнта. Дійсно, завдяки статистичному ефекту, подібному до парадоксу дружби, для нульового пацієнта очікується значно більша кількість заражених «нащадків». Ця тактика була використана в Японії під час епідемії COVID-19. Існує все більше теоретичних розробок для використання цієї стратегії в контексті COVID, якщо це дозволяють місцеві ресурси.

## Технологія

### Управління випадками
Програмне забезпечення для управління випадками часто використовується інспекторами контактів для ведення записів про випадки та діяльності з відстеження контактів. Зазвичай це хмарна база даних, яка може мати спеціалізовані функції, такі як можливість використання SMS або електронної пошти безпосередньо в програмному забезпеченні, щоб повідомляти людей, які, як вважається, були в тісному контакті з кимось, хто має інфекційне захворювання. Серед постачальників програмного забезпечення для відстеження контактів — Salesforce, Microsoft та Watkyn [Архівовано 17 травня 2021 у Wayback Machine.].

### Мобільні телефони
Смартфони можуть надавати інформацію про близькість осіб, корисну для відстеження контактів за допомогою сигналів GPS, Bluetooth або Wi-Fi. Facebook Labs запатентував використання Bluetooth на смартфонах для цього в 2018 році. 10 квітня 2020 року Apple та Google, на яких припадає більшість світових мобільних операційних систем, анонсували програми COVID-19 для iOS та Android. Спираючись на бездротові радіосигнали з низьким енергоспоживанням (BLE) для отримання інформації про близькість, нові засоби попереджатимуть людей про те, що вони контактували з інфікованими SARS-CoV-2.

### Протоколи
Різні протоколи, такі як Pan-European Privacy-Preserving Proximity Tracing (PEPP-PT), Whisper Tracing Protocol, Decentralized Privacy-Preserving Proximity Tracing (DP-PPT / DP-3T), TCN Protocol, Contact Event Numbers (CEN), Privacy Sensitive Protocols And Mechanisms for Mobile Contact Tracing (PACT) та інші обговорюються з метою збереження конфіденційності користувачів.
Протоколи DP-3T і TCN в даний час використовуються Швейцарією, Австрією, Естонією, Фінляндією та Італією. У той час як Велика Британія, Франція, Австралія, Нова Зеландія та Сінгапур використовують системи на основі протоколу PEPP-PT або BlueTrace.

## Етичний і юридичний аспекти

### Конфіденційність та обов'язок попереджати
Відстеження контактів ускладнюють питання приватності і конфіденційності. Медичні працівники часто стикаються з законодавчими обмеженнями, хоча вони повинні запобігти передачі заразного захворювання в загальну популяцію і попередити про ризик інфікування конкретних людей. У той же час, будь-який носій інфекції має право на збереження лікарської таємниці. У громадській охороні здоров'я зазвичай розголошується тільки мінімальна кількість інформації, яка необхідна для виявлення та відстеження контактів. Наприклад, контактам повідомляють тільки те, що вони стикалися з носієм інфекції, але не називають конкретної людини.

### Конфіденційність і ризик стигматизації
Деякі соціальні активісти і працівники медичної сфери висловлюють стурбованість тим, що хворі, знаючи про практику відстеження контактів, не звертаються за допомогою до медичних установ через страх розголошення цієї інформації. Втративши конфіденційність, вони можуть піддаватися громадської стигматизації, дискримінації чи насильству. Ця проблема особливо актуальна для ВІЛ-хворих. Представники міністерства охорони здоров'я підтверджують, що цілі відстеження контактів повинні знаходитися в балансі з інтересами і довірою заражених людей і враховувати їх інтереси, беручи до уваги індивідуальні особливості і ситуації.

## Додаткові джерела
- Transmission Network Analysis to Complement Routine Tuberculosis Contact Investigations (PDF) [Архівовано 30 грудня 2021 у Wayback Machine.]
- The Doctor's World; Sex, Privacy And Tracking H.I.V. Infections [Архівовано 3 березня 2016 у Wayback Machine.]
- Development of a Contact Tracing System for Ebola Virus Disease – Kambia District, Sierra Leone, January–February 2015 [Архівовано 7 квітня 2022 у Wayback Machine.]